# 14616 Van Gaal
14616 Van Gaal este un asteroid din centura principală de asteroizi.

## Descriere
14616 Van Gaal este un asteroid din centura principală de asteroizi. A fost descoperit pe 10 octombrie 1998 la Stația Anderson Mesa în cadrul programului LONEOS. Asteroidul prezintă o orbită caracterizată de o semiaxă mare de 2,41 ua, o excentricitate de 0,15 și o înclinație de 11,3° în raport cu ecliptica.